# Liffol-le-Grand
Ne doit pas être confondu avec Liffol-le-Petit.
Liffol-le-Grand est une commune française située dans le département des Vosges, en région Grand Est. La ville est connue pour son industrie du siège et du meuble de style (siège de Liffol).
Ses habitants sont appelés les Liffolois.

## Géographie

### Localisation
Liffol-le-Grand se situe à l'extrême-ouest du département - la commune voisine de Liffol-le-Petit étant dans la Haute-Marne - à 11 km de Neufchâteau et à 46 km de Chaumont. 

### Géologie et relief
Son territoire est bordé au sud-est par les côtes d'Harréville-les-Chanteurs et de Bazoilles-sur-Meuse qui dominent la vallée de la Meuse. Il est surplombé au nord-est par les coteaux des Hauts-Bois dont l'altitude atteint 445 m et au nord-ouest par les coteaux du Bois-le-Comte dont le sommet s'élève à 448 m. L'altitude moyenne étant de 310 m. Le territoire de Liffol est traversé par la Saônelle, petit affluent gauche de la Meuse qui s'y jette à 13 km à l'est de Liffol, non loin du village de Frebécourt.
La superficie de la commune est de 3 390 ha, dont 1 680 ha de bois comprenant 1 250 ha de forêts communales où dominent les feuillus et en particulier le hêtre.
Le sol de la commune est formé de calcaire jurassique et d'argile. C'est un sol assez fertile. On y rencontre aussi une marne jaune ocre, quelque peu calcaire et très ferrugineuse.
Espaces naturels :
- Trois espaces protégés hors Natura 2000 :

L'aviove,
Les roseaux,
Les roseaux - parcelle en maitrise d'usage.
- Un espace protégé Natura 2000 :

Vallée de la Saônelle.
- Quatre zones naturelles d'intérêt écologique, faunistique et floristique (Znieff) :

Sources à la Glaire et l'Aviove à Villouxel,
Zone humide les roseaux à Liffol-le-Grand,
Pays de Neufchâteau,
Forêts domaniales de Vaucouleurs, de Montigny, du Vau, des Bâtis et de Maupas.
- Un site bioarchéologique :

Grande Rue.

### Communes limitrophes
| Brechainville Aillianville   | Pargny-sous-Mureau Villouxel             | Pargny-sous-Mureau            |
| Aillianville Liffol-le-Petit | Liffol-le-Grand                          | Mont-lès-Neufchâteau Fréville |
| Liffol-le-Petit              | Liffol-le-Petit Harréville-les-Chanteurs | Bazoilles-sur-Meuse           |

### Hydrographie et les eaux souterraines
Hydrogéologie et climatologie : Système d’information pour la gestion des eaux souterraines du bassin Rhin-Meuse :
Territoire communal : Occupation du sol (Corinne Land Cover); Cours d'eau (BD Carthage),
Géologie : Carte géologique; Coupes géologiques et techniques,
 Hydrogéologie : Masses d'eau souterraine; BD Lisa; Cartes piézométriques.
La commune est située pour partie dans le bassin versant de la Meuse au sein du bassin Rhin-Meuse et pour partie dans le  la région hydrographique « La Seine de sa source au confluent de l'Oise (exclu) » au sein du bassin Seine-Normandie. Elle est drainée par le ruisseau la Saonnelle, le ruisseau de la Fontaine des Auges, le ruisseau de la Goulotte, le ruisseau de Vonevau et le ruisseau d'Orquevaux,.
La Saônelle, d'une longueur totale de 21,8 km, prend sa source dans la commune de Lafauche et se jette dans la Meuse en limite de Frebécourt et Coussey, après avoir traversé huit communes.

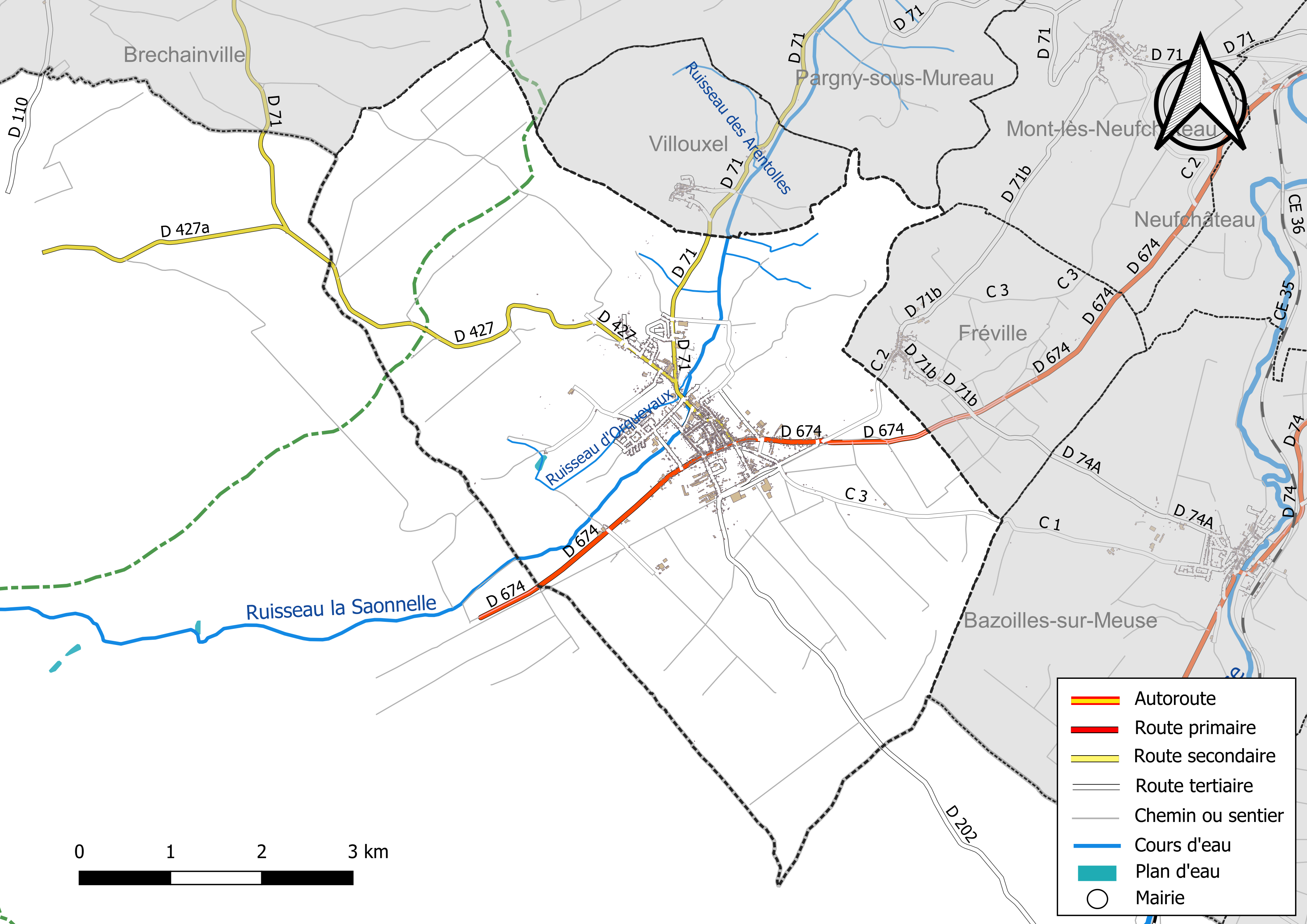
Réseaux hydrographique et routier de Liffol-le-Grand.

La qualité des eaux de baignade et des cours d’eau peut être consultée sur un site dédié géré par les agences de l’eau et l’Agence française pour la biodiversité.

### Climat
Pour des articles plus généraux, voir Climat du Grand Est et Climat des Vosges.
En 2010, le climat de la commune est de type climat de montagne, selon une étude du Centre national de la recherche scientifique s'appuyant sur une série de données couvrant la période 1971-2000. En 2020, Météo-France publie une typologie des climats de la France métropolitaine dans laquelle la commune est exposée à un climat océanique altéré et est dans la région climatique  Lorraine, plateau de Langres, Morvan, caractérisée par un hiver rude (1,5 °C), des vents modérés et des brouillards fréquents en automne et hiver. 
Pour la période 1971-2000, la température annuelle moyenne est de 9,7 °C, avec une amplitude thermique annuelle de 16,5 °C. Le cumul annuel moyen de précipitations est de 1 011 mm, avec 14,1 jours de précipitations en janvier et 9,9 jours en juillet. Pour la période 1991-2020, la température moyenne annuelle observée sur la station météorologique de Météo-France la plus proche, « Rollainville », sur la commune de Rollainville à 13 km à vol d'oiseau, est de 10,3 °C et le cumul annuel moyen de précipitations est de 860,3 mm. 
La température maximale relevée sur cette station est de 39,6 °C, atteinte le 25 juillet 2019 ; la température minimale est de −18,2 °C, atteinte le 20 décembre 2009,,. 
Les paramètres climatiques de la commune ont été estimés pour le milieu du siècle (2041-2070) selon différents scénarios d'émission de gaz à effet de serre à partir des nouvelles projections climatiques de référence DRIAS-2020. Ils sont consultables sur un site dédié publié par Météo-France en novembre 2022.

## Urbanisme

### Typologie
Au 1er janvier 2024, Liffol-le-Grand est catégorisée bourg rural, selon la nouvelle grille communale de densité à sept niveaux définie par l'Insee en 2022.
Elle appartient à l'unité urbaine de Liffol-le-Grand, une unité urbaine monocommunale constituant une ville isolée,. Par ailleurs la commune fait partie de l'aire d'attraction de Neufchâteau, dont elle est une commune de la couronne,. Cette aire, qui regroupe 72 communes, est catégorisée dans les aires de moins de 50 000 habitants,.

### Occupation des sols
L'occupation des sols de la commune, telle qu'elle ressort de la base de données européenne d’occupation biophysique des sols Corine Land Cover (CLC), est marquée par l'importance des forêts et milieux semi-naturels (54,6 % en 2018), une proportion identique à celle de 1990 (54,6 %). La répartition détaillée en 2018 est la suivante : 
forêts (51,7 %), terres arables (25,9 %), prairies (13,4 %), zones urbanisées (5,2 %), milieux à végétation arbustive et/ou herbacée (2,9 %), zones industrielles ou commerciales et réseaux de communication (1 %). L'évolution de l’occupation des sols de la commune et de ses infrastructures peut être observée sur les différentes représentations cartographiques du territoire : la carte de Cassini (XVIIIe siècle), la carte d'état-major (1820-1866) et les cartes ou photos aériennes de l'IGN pour la période actuelle (1950 à aujourd'hui).

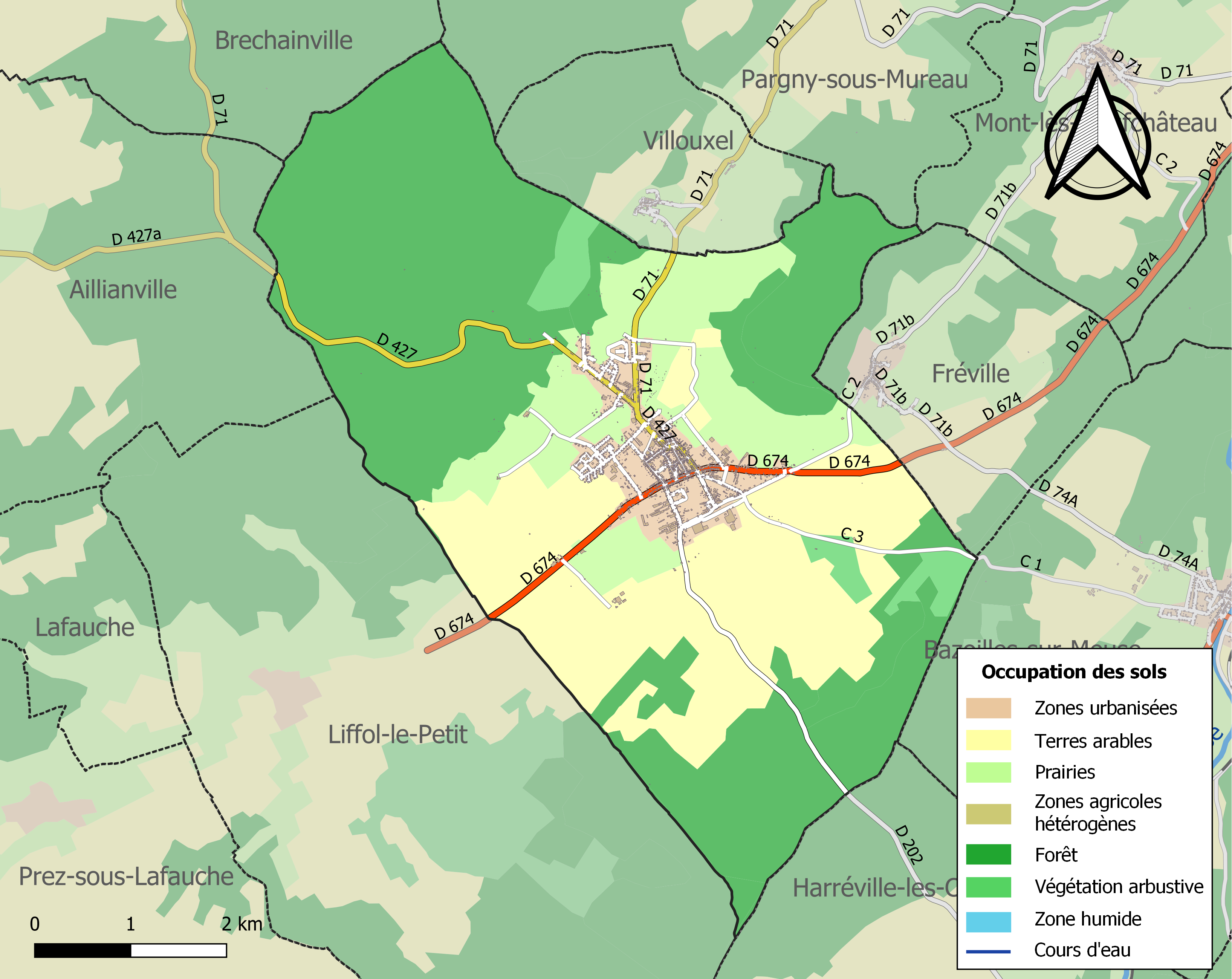
Carte des infrastructures et de l'occupation des sols de la commune en 2018 (CLC).

### Voies de communications et transports

#### Voies routières
- A31 (aussi appelée autoroute de Lorraine-Bourgogne). Échangeur Châtenois, Robécourt, Bulgnéville[26].

#### Transports en commun
- Fluo Grand Est.

#### Lignes SNCF

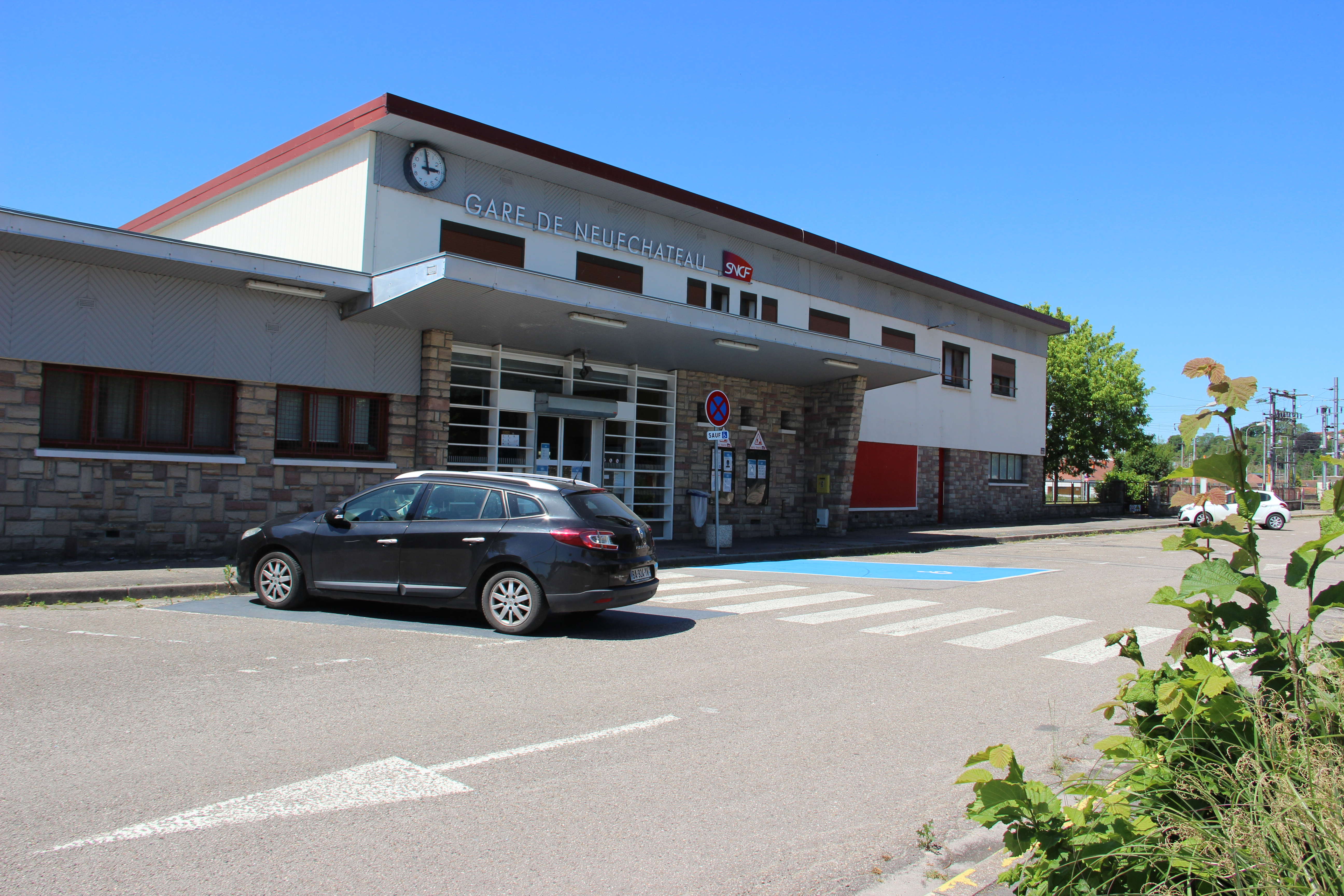
Gare de Neufchâteau.

- Gare de Neufchâteau
- Gare de Contrexéville
- Gare de Vittel
- Gare de Merrey

#### Transports aériens
- L'Aéroport d'Épinal-Mirecourt « Vosges Aéroport ».

À partir de l'été 2021, l’aéroport d’Épinal-Mirecourt est devenu le "pélicandrome" de la Zone Est et servira ainsi de base de ravitaillement et d’intervention pour les avions bombardiers d’eau connus sous le nom de Dash 8.
- Aérodrome de Langres - Rolampont.

## Toponymie
Le nom de la localité est attesté sous les formes Lufou (XIe siècle) ; Portio Lifagi (1105) ; Liffo (1109) ; Lifo (1116) ; Lifou (1147) ; In territorio Lifodii, Liphodii (1150) ; In territorio Lifodi Magni (1157) ; Lifol (1179) ; Lifolt (1187) ; Liffort (1195) ; In territorio Liphodi (XIIe siècle) ; Lifoi (1210) ; « Liffou la ville près dou Nuef Chasteil » (1238) ; In predio Liffodii Magni (1251) ; Lifo lou Grant (1263) ; Liffou le Grant, Liffoz le Grant (1269) ; Liffous le Grant (1378) ; Liffol le Grand (1389) ; Liffoul le Grant (1398) ; De Liffodio, Lyphodio Magno (1402) ; Liffoul le Grand (1465) ; Lyffou le Grant (1480) ; Lyffod le Grand, Lyffol (1501) ; Liffod le Grand (1530) ; « Morvillier, cy devant Liffol le Grand » (1737) ; Liffol-le-Grand ou « Liffou, à présent Morvilliers » (1751) ; « Brunet-Neuilly, cy devant Morvilliers » (1786) ; Morviller (1790) ; Liffold le Grand (1790).

Liffol-le-Grand a reçu le nom de Morvilliers à compter du 21 septembre 1735 lorsqu'il fut érigé en comté, et celui de Brunet-Neuilly (marquisat) à partir de juillet 1778.
Liffol-le-Grand ne figure ni sur l,Itinéraire d'Antonin ni sur la Table de Peutinger et aucune inscription n'est venue apporter quelque indication sur les habitants du lieu et les dieux qu'ils honorèrent, encore moins éclairer le nom de Lufaous ou de Lucofao qui lui a été attribué par Thierry Ruinart. 
Peut-être de l,oïl luz « bois, fôret » et fou « hêtre » (« bois
de hêtre ») au singulier à sens collectif, pour désigner la partie de forêt entre Liffol-le-Grand et Liffol-le-Petit.

Le « Siège de Liffol » tire son origine de la principale ressource naturelle, le bois, en particulier le hêtre, essence privilégiée depuis le XVIIe siècle dans la fabrication de sièges de style ou contemporain.

## Histoire
Le lieu de Liffol est mentionné pour la première fois par le continuateur de Frédégaire sous le nom de Latofao (596) et Lucofao (680). Il s'agit de deux batailles de l'époque mérovingienne, qui auraient eu lieu sur le territoire des communes qui portent aujourd'hui le nom de Liffol-le-Grand et Liffol-le-Petit, entre Austrasiens et Neustriens. Mais ces événements, reconnus par les historiens, sont des plus controversés lorsque l'on parle du lieu où ils se sont déroulés car les uns les situent à Laffaux, entre Laon et Soissons dans l'Aisne, les autres à Liffol en Lorraine.
À l'époque de la première bataille, en 596, deux autres événements historiques se sont déroulés auparavant dans la région. Tout d'abord, l'entrevue de Pompierre où le roi Gontran promet son royaume de Bourgogne à son neveu Childebert en 577, puis le traité d'Andelot qui ratifiait cette donation en 587.
Une légende, se rapportant à la bataille de 596, subsiste encore à Liffol à l'endroit appelé « Bonne rencontre ». Cet endroit est situé à l'intersection de la route reliant le village de Fréville à celui de Bazoilles-sur-Meuse et de la route nationale 65 devenue 74. Cette légende dit qu'à cet endroit, la reine de Neustrie, Frédégonde aurait fait périr dans un atroce supplice, sa rivale Brunehaut, la reine d'Austrasie et pour cela, elle l'aurait fait attacher vivante à la queue d'un cheval lancé au galop.
La forêt de la commune aurait également été en 735 le lieu de la mort d'Hainmar, évêque d'Auxerre, alors qu'il fuyait des poursuivants après son évasion des prisons royales.
Tous ces événements se passaient dans une région de frontières qui séparaient déjà d'anciens peuples, les Leuques et les Lingons.
Liffol a toujours été un gros bourg avec une certaine activité économique. À l'époque romaine déjà, il existait un artisanat produisant fours à chaux, fours à tuiles, fours de potier et fours séchoirs, en liaison avec l'activité du site voisin de Grand.
Pendant la guerre de Trente Ans, les épidémies, les pillages et les incendies ruinent Liffol, et la communauté des habitants doit réaliser plusieurs emprunts pour faire face aux impôts destinés à entretenir les armées. Le 26 août 1642, le duc de Lorraine Charles IV, après avoir levé le blocus de La Mothe, inflige dans la plaine de Liffol une importante défaite à l'armée française commandée par le maréchal Du Hallier. Après ces désastres, la population locale est réduite de presque la moitié.
Le 21 novembre 1725, le duc Léopold Ier de Lorraine érigea Liffol-le-Grand en comté avec prévôts, sous le nom de Morvilliers. En 1778, le comté de Morvilliers fut vendu au comte de Brunet-Neuilly dont il prit le nom. Liffol-le-Grand reprit son nom en 1790 et devint chef-lieu de canton. Il le resta jusqu'en 1801.
L'activité-phare devint au fil des siècles la manufacture du bois.
C'est à Liffol-le-Grand que s'est établi en août 2006 le record du monde de durée de Scrabble, une vingtaine de joueurs ayant tenu plus de 33 heures.

## Politique et administration

### Liste des maires
| Période        | Période        | Identité                      | Étiquette | Qualité                         |
| -------------- | -------------- | ----------------------------- | --------- | ------------------------------- |
| mai 1900       | mai 1908       | Virgile Armand Thomas         |           |                                 |
| mai 1908       | mai 1929       | Vincent Hippolyte Laval       |           |                                 |
| mai 1929       | 8 octobre 1931 | Gustave Alphonse Courtois     |           |                                 |
| 8 octobre 1931 | 3 juillet 1934 | André Harter                  |           | Docteur en médecine             |
| 3 juillet 1934 | Septembre 1944 | Félix Buron                   |           |                                 |
| septembre 1944 | 1947           | André Harter                  |           |                                 |
| 1947           | mars 1959      | Marcel Founchot               |           |                                 |
| mars 1959      | septembre 1970 | Fernand Berteaux              |           |                                 |
| 1971           | mars 1989      | Raymond Schneider (1920-2009) |           | Exploitant agricole             |
| mars 1989      | mars 2001      | Yves Goujon                   |           | Professeur technique            |
| mars 2001      | mars 2014      | Frédéric Hance                | CPNT      | Exploitant agricole             |
| mars 2014      | En cours       | Cyril Vidot                   | UDI       | Contremaître, agent de maîtrise |

### Politique environnementale
Ville fleurie : deux fleurs attribuée par le conseil national des Villes et Villages Fleuris de France au concours des villes et villages fleuris.

### Budget et fiscalité 2023

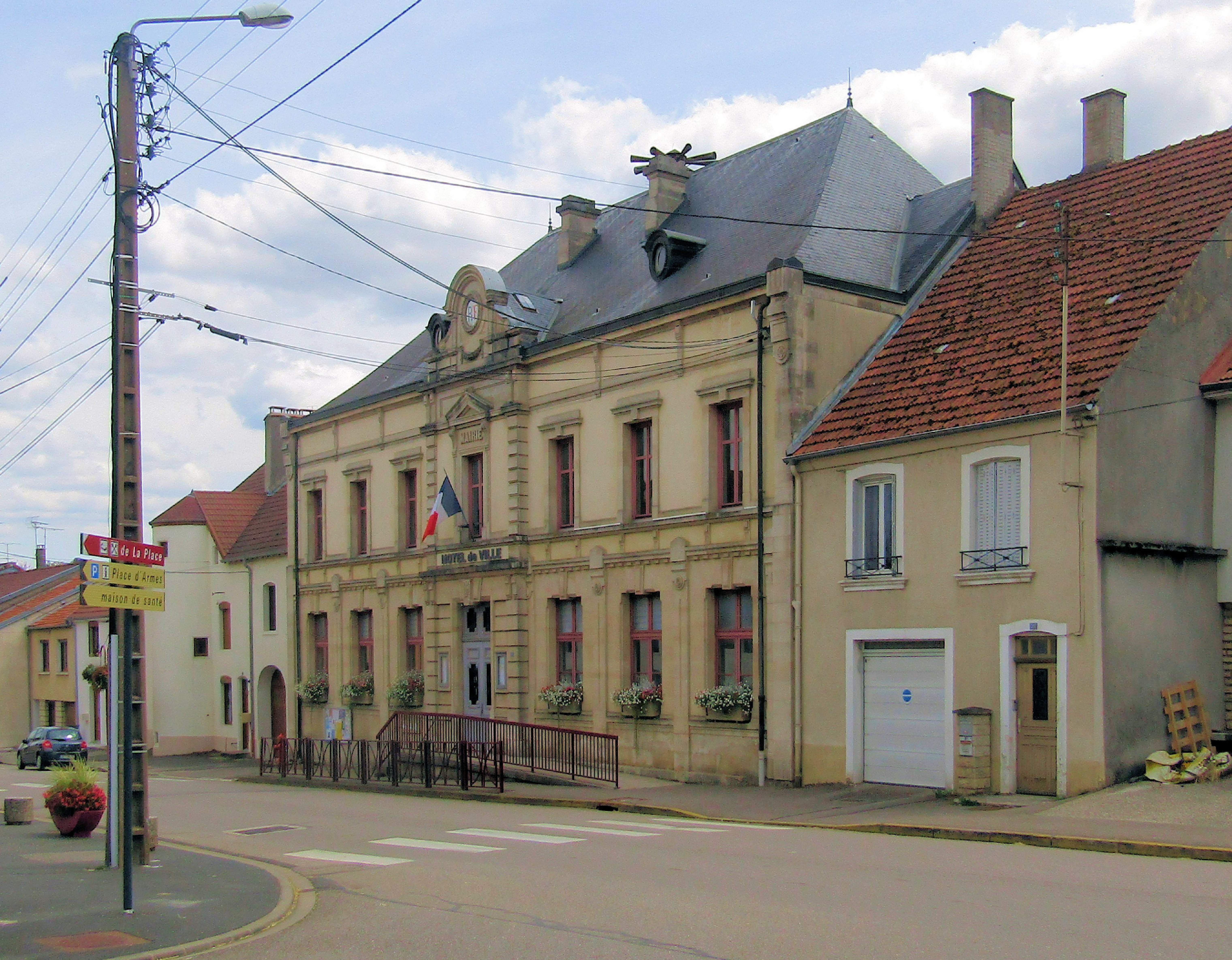
Hôtel de ville.

En 2023, le budget de la commune était constitué ainsi :
- total des produits de fonctionnement : 1 899 000 €, soit 869 € par habitant ;
- total des charges de fonctionnement : 1 466 000 €, soit 671 € par habitant ;
- total des ressources d'investissement : 1 282 000 €, soit 587 € par habitant ;
- total des emplois d'investissement : 342 000 €, soit 157 € par habitant ;
- endettement : 3 031 000 €, soit 1 388 € par habitant.

Avec les taux de fiscalité suivants :
- taxe d'habitation : 23,09 % ;
- taxe foncière sur les propriétés bâties : 37,50 % ;
- taxe foncière sur les propriétés non bâties : 25,82 % ;
- taxe additionnelle à la taxe foncière sur les propriétés non bâties : 0,00 % ;
- cotisation foncière des entreprises : 0,00 %.

Chiffres clés Revenus et pauvreté des ménages en 2021 : médiane en 2021 du revenu disponible, par unité de consommation : 20 410 €.

## Population et société

### Démographie

#### Évolution démographique
L'évolution du nombre d'habitants est connue à travers les recensements de la population effectués dans la commune depuis 1793. Pour les communes de moins de 10 000 habitants, une enquête de recensement portant sur toute la population est réalisée tous les cinq ans, les populations de référence des années intermédiaires étant quant à elles estimées par interpolation ou extrapolation. Pour la commune, le premier recensement exhaustif entrant dans le cadre du nouveau dispositif a été réalisé en 2004.

En 2022, la commune comptait 2 108 habitants, en évolution de −2,14 % par rapport à 2016 (Vosges : −2,96 %, France hors Mayotte : +2,11 %).
| 1793  | 1800  | 1806  | 1821  | 1831  | 1836  | 1841  | 1846  | 1856  |
| ----- | ----- | ----- | ----- | ----- | ----- | ----- | ----- | ----- |
| 1 463 | 1 444 | 1 601 | 1 621 | 1 656 | 1 689 | 1 640 | 1 607 | 1 574 |

| 1861  | 1866  | 1876  | 1881  | 1886  | 1891  | 1896  | 1901  | 1906  |
| ----- | ----- | ----- | ----- | ----- | ----- | ----- | ----- | ----- |
| 1 547 | 1 561 | 1 614 | 1 625 | 1 643 | 1 725 | 1 852 | 1 896 | 1 977 |

| 1911  | 1921  | 1926  | 1931  | 1936  | 1946  | 1954  | 1962  | 1968  |
| ----- | ----- | ----- | ----- | ----- | ----- | ----- | ----- | ----- |
| 2 090 | 1 911 | 2 013 | 2 065 | 2 037 | 1 988 | 2 192 | 2 632 | 3 093 |

| 1975  | 1982  | 1990  | 1999  | 2004  | 2006  | 2009  | 2014  | 2019  |
| ----- | ----- | ----- | ----- | ----- | ----- | ----- | ----- | ----- |
| 3 207 | 3 174 | 2 812 | 2 524 | 2 410 | 2 356 | 2 370 | 2 174 | 2 124 |

| 2022  | - | - | - | - | - | - | - | - |
| ----- | - | - | - | - | - | - | - | - |
| 2 108 | - | - | - | - | - | - | - | - |

### Enseignement
Établissements d'enseignements :
- Écoles maternelles et primaires à Liffol-le-Grand, Bazoilles-sur-Meuse, Prez-sous-Lafauche, Harréville-les-Chanteurs.
- Collèges à Liffol-le-Grand, Neufchâteau.
- Lycées à Neufchâteau.

### Santé
Professionnels et établissements de santé :
- Médecins à Châtenois, Andelot-Blancheville, Doulaincourt-Saucourt, Breuvannes-en-Bassigny, Contrexéville[42].
- Pharmacies à Liffol-le-Grand, Neufchâteau, Coussey, Châtenois, Bulgnéville[43]
- Centre hospitalier à Neufchâteau[44],

Centre hospitalier de l'Ouest vosgien.

### Cultes
- Culte catholique, Paroisse Saint-Pierre et Saint-Paul au Seuil de la Lorraine[46], Diocèse de Saint-Dié.

## Économie

### Entreprises et commerces

#### Agriculture
Sur la commune :
- Culture de céréales, de légumineuses et de graines oléagineuses.
- Élevage d'autres bovins et de buffles.
- Culture et élevage associés.

#### Tourisme
- Hôtellerie et restauration à Liffol-le-Grand, Neufchâteau, Lafauche.

#### Commerces et services
- Commerces et services de proximité[47].

* Liffol-le-Grand a accueilli et accueille encore de nos jours des usines de fabrication de sièges et meubles à la renommée mondiale. La cité est aujourd'hui connue comme capitale du siège et du meuble de style. Des nombreuses manufactures qui s'y sont installées, seules quelques-unes existent encore, comme Henryot et Cie, installée depuis 1867.
* En 2016, le « Siège de Liffol » obtient la première indication géographique protégée (IG) de France attribuée aux produits manufacturés.

## Culture locale et patrimoine

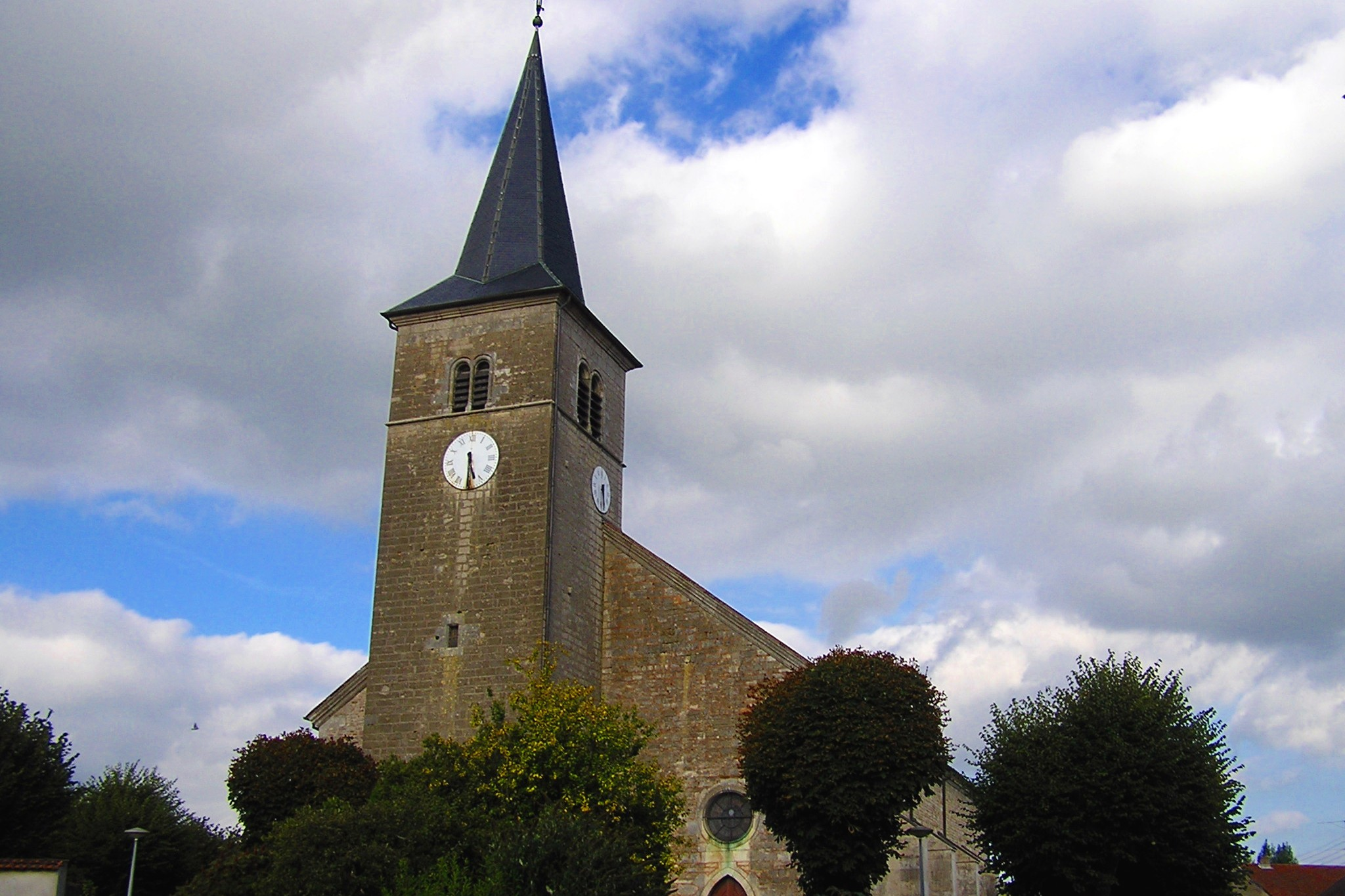
L'église Saint-Vincent.
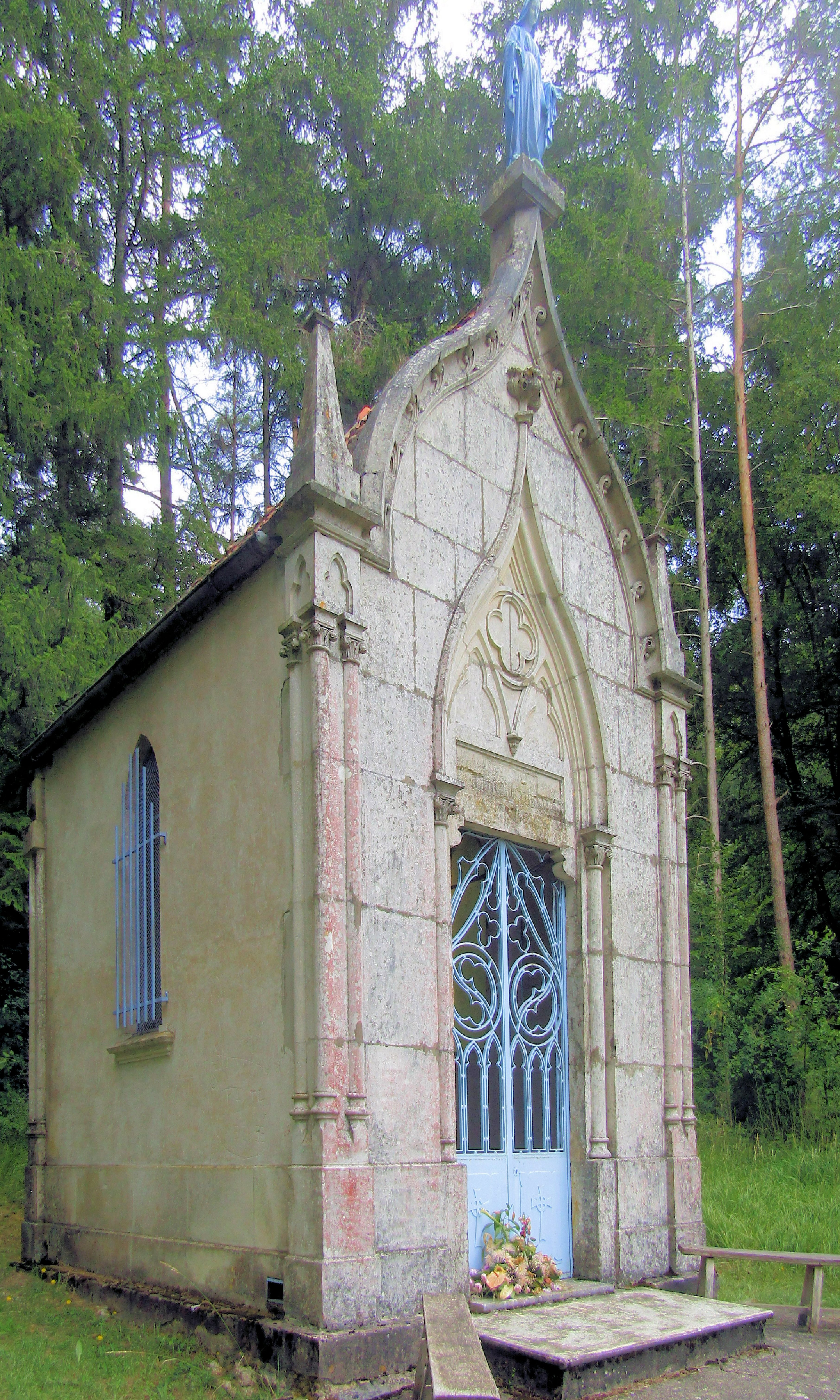
La chapelle Notre-Dame du Bois le Comte.
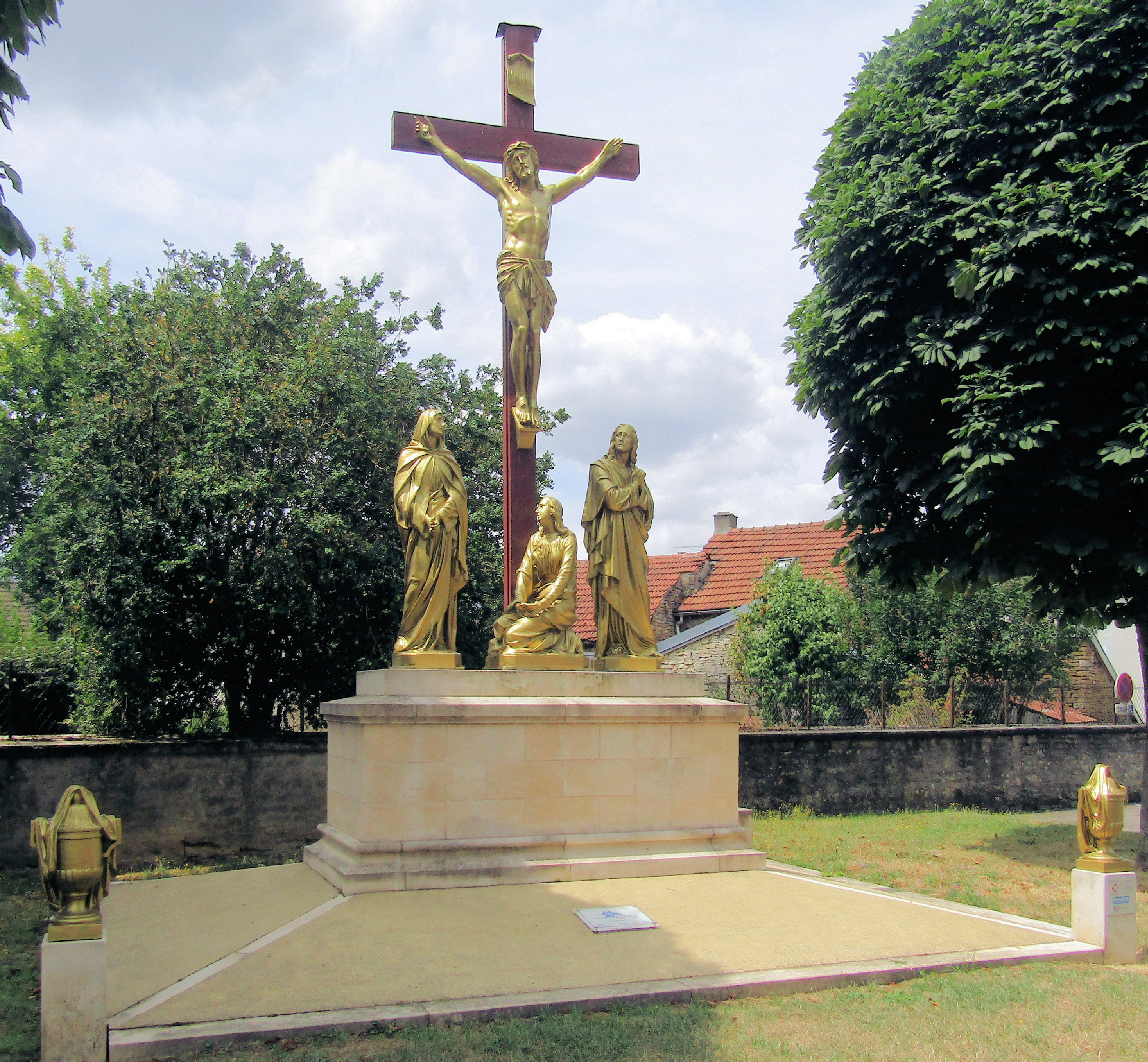
Le groupe de la crucifixion.
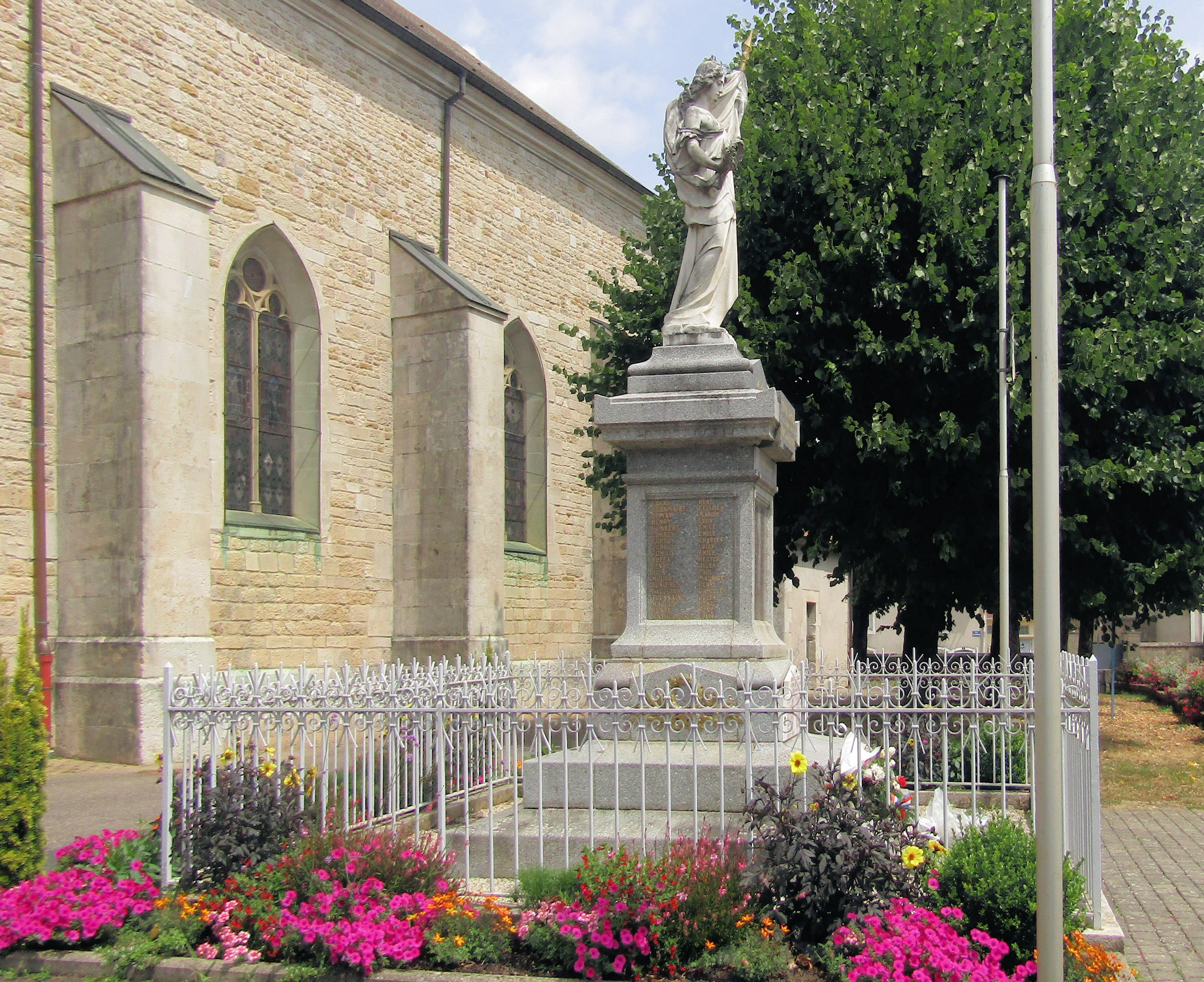
Monument aux morts.
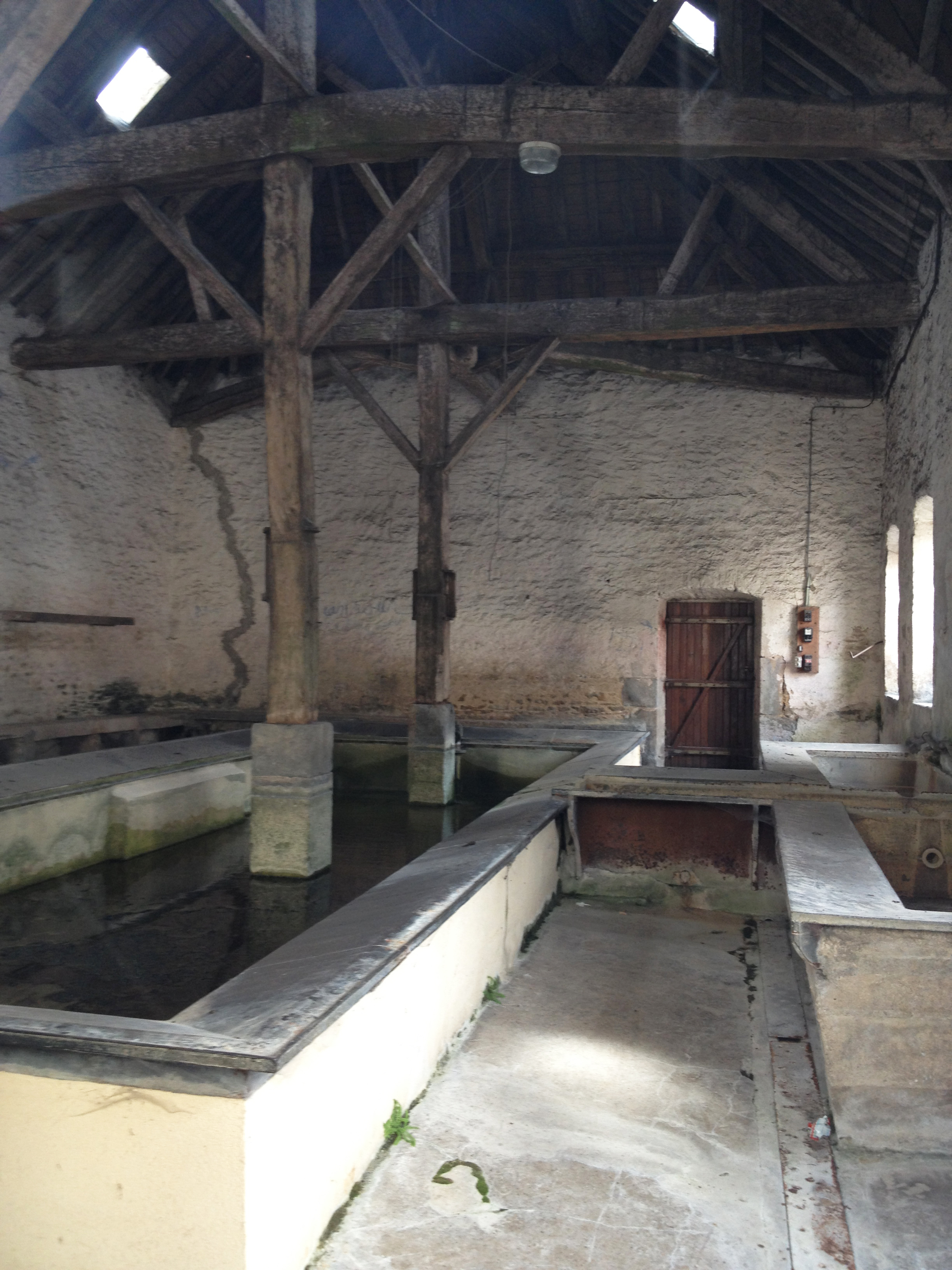
Le lavoir datant du milieu du XVIe siècle.
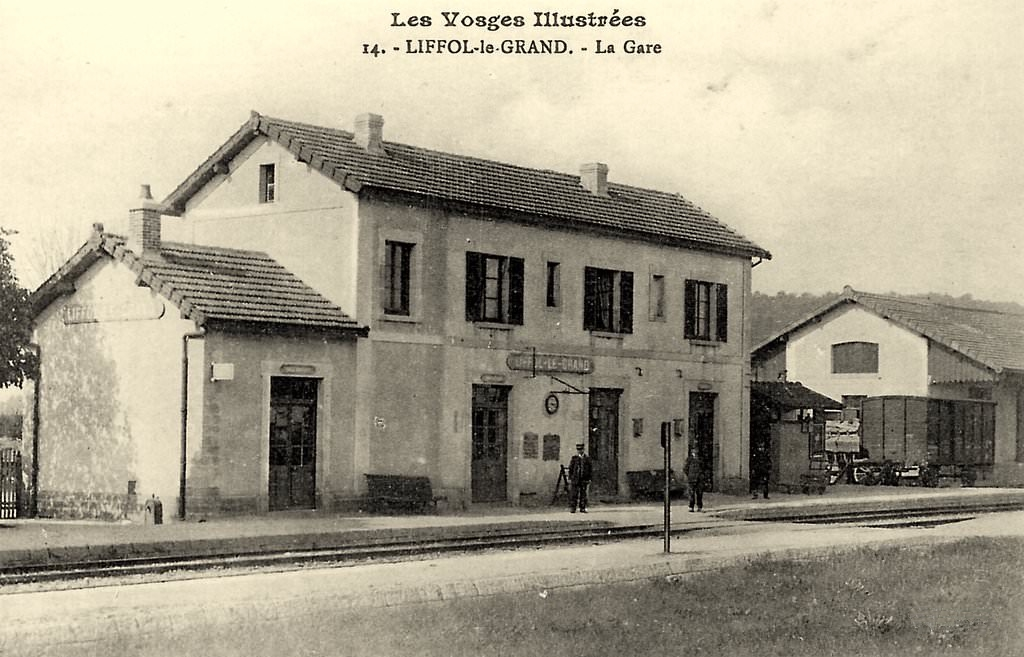
Carte postale de l'ancienne gare de Liffol-le-Grand, vers 1920.

### Lieux et monuments
Patrimoine religieux :
- Église Saint-Vincent, clocher de l'église, ancien donjon[50],[51]

5 verrières (baies 0 à 4) ; 10 verrières figurées (baies 5 à 14).
Le mobilier de l'église paroissiale Saint-Vincent :
* lambris de demi-revêtement, stalles.
* 4 degrés d'autel, 2 autels, 2 gradins d'autel, 2 retables (autel latéral nord de saint Nicolas et autel latéral sud de la Vierge).
* 2 confessionnaux (paire).
* chaire à prêcher.
* fonts baptismaux.
* série de bancs de fidèles (?).
et son orgue de 1901 d'Henri Didier,, ;
- Presbytère rue de la Gravière[64] ;
- Chapelle Saint-Antoine[65] ;
- Hospice, École[66] ;

cloche de 1656.
Le mobilier de l'hospice ;
- Abbaye de froide fontaine aussi appelée Abbaye de Fraichefontaine[69].

Abbaye de Prémontrés ;
- Croix de sépulture en pierre du XVIIe siècle (cimetière ancien), datant de 1666, classée au titre des monuments historiques par arrêté du 14 juin 1909[71].
- Calvaires ; Croix de chemin ;
- Tombeaux[72],[73],[74],[75],[76] ;
- Monument aux morts[77],[78],[79].

Autres patrimoines :
- Musée archéologique[80], collections gallo-romaines[81] ;
- Patrimoine rural recensé par le service régional de l'Inventaire général du patrimoine culturel[82] ;

Maison dite Cité paroissiale ;
- La Halle et la fontaine Saint-Vincent[84],[85] ;
- Fontaine, abreuvoir, rue du Haingouin[86] ;
- Fontaine, abreuvoir dite le Château d'Eau, rue Neuve, rue de l'Orme[87] ;
- Forêts communales, traversées par l'ancienne voie romaine Lyon - Trêves[88] et passant par Grand, commune réputée pour sa mosaïque et son amphithéâtre romain ;

### Personnalités liées à la commune
- Nicolas François de Neufchâteau (1750-1828), poète, homme politique et agronome, y a passé son enfance et son adolescence entre 1758 et 1764. (Son père y était maître d’école.)
- Charles-François Raoul (1759-1824), général des armées de la République et de l'Empire y est né.
- Nicolas Joseph Pougny (1760 à Liffol-le-Grand - 1842 à Neufchâteau), homme politique,député des Vosges de 1803 à 1807.
- Charles-Edouard Fixary (1830-1888), l'inventeur de la machine à froid et de son utilisation à l'échelle industrielle[89], qui a dû s'expatrier en Amérique pour concrétiser ses idées (Brevet no 637 du 9 janvier 1886 au Luxembourg).
- Gaston Gravier (1886-1915) géographe spécialiste de la Serbie, né à Liffol-le-Grand, inscrit au Panthéon parmi les 560 écrivains morts pour la France.
- Gilbert Getten (1905-1947), homme politique et résistant.

### Héraldique, logotype et devise
| Blason | Blasonnement : Écartelé au 1er et 4e d’azur à la croix ancrée d’argent ; au 2e et 3e de gueules à la bande d’argent chargée d’une rose du champ et côtoyée de deux roses aussi d’argent. Sur le tout de gueules à deux bourdons d’or en sautoir,. Commentaires : certaines versions donnent le blason sans l'écusson en cœur. |